# Flaga Turku
Flaga Turku – jeden z symboli miejskich Turku, ustanowiony przez Radę Miejską Turku 18 września 2003.

## Wygląd i symbolika
Flaga jest koloru białego, o proporcjach 3:5, nawiązuje do herbu Turku, czerwonego samca tura zwróconego łbem w prawą stronę, umieszczonego na tarczy koloru srebrnego, który został usytuowany w środkowej części sztandaru. Rękaw służący do umocowania flagi na drzewcu znajduje się z lewej strony.